# Вулиця Ватутіна (Мелітополь)
Вулиця Ватуніна — вулиця в Мелітополі. Знаходиться в районі Новий Мелітополь. Починається від Вишневої вулиці приблизно в 200 м від залізниці, закінчується на вулиці Будівельної.
Повністю складається з приватного сектора. Покриття ґрунтове.

## Назва
Вулиця названа на честь Миколи Федоровича Ватуніна (1901—1944) — учасника Другої світової війни, командувача військами Воронезького, Південно-Західного і 1-го Українського фронтів, Героя Радянського Союзу (посмертно).

## Історія
29 березня 1957 на засіданні міськвиконкому було прийнято рішення про найменування прорізаної вулиці на честь Героя Радянського Союзу Миколи Ватутіна.

## Цікаві факти
На меморіальній дошці вказано, нібито Ватутін «загинув у боротьбі з німецькими загарбниками», хоча насправді він був поранени у сутичці з УПА і за півмісця помер в шпиталі.

## Галерея

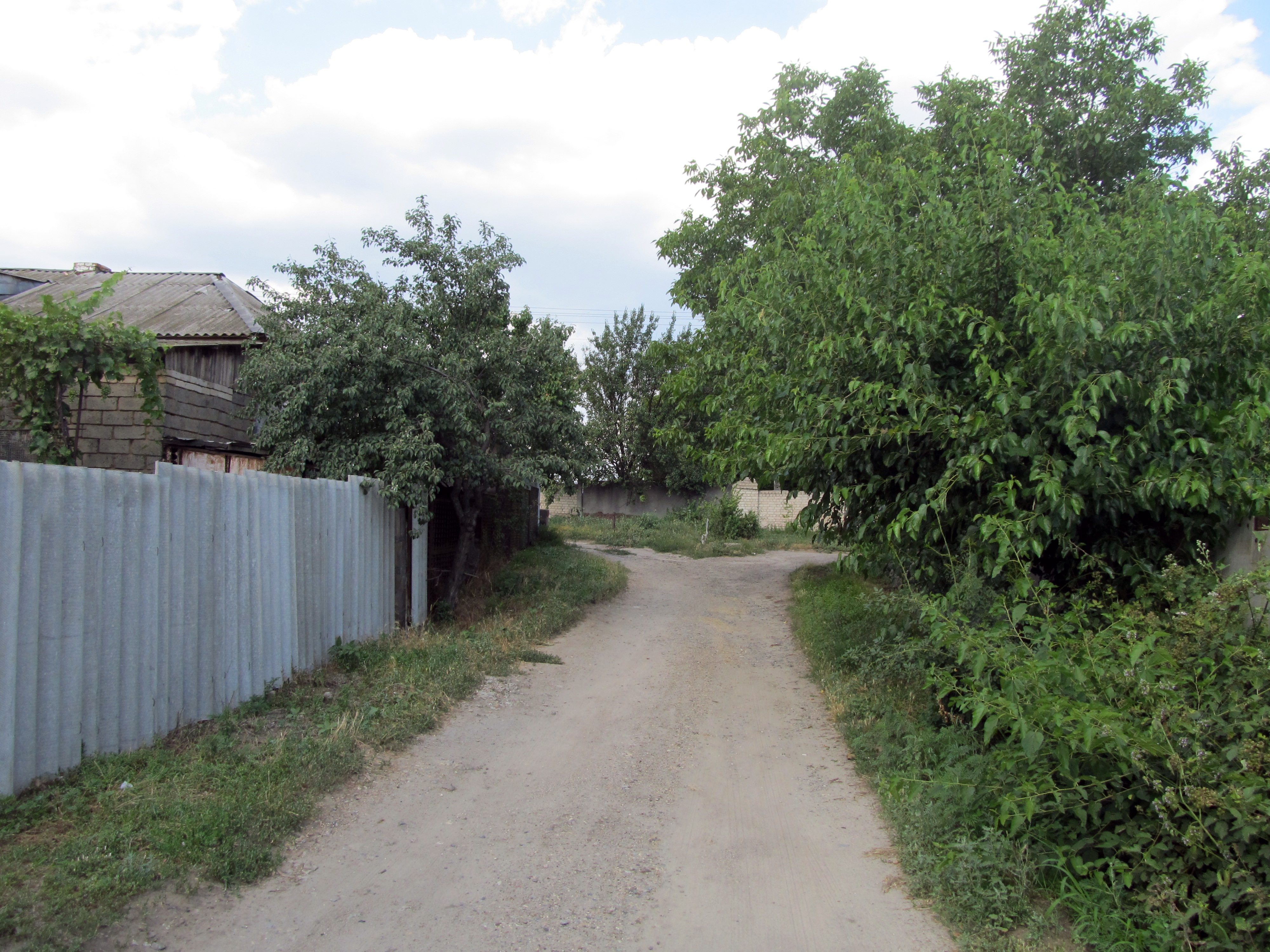
Vatunina Str., Melitopol, Zaporizhia Oblast, Ukraine 01
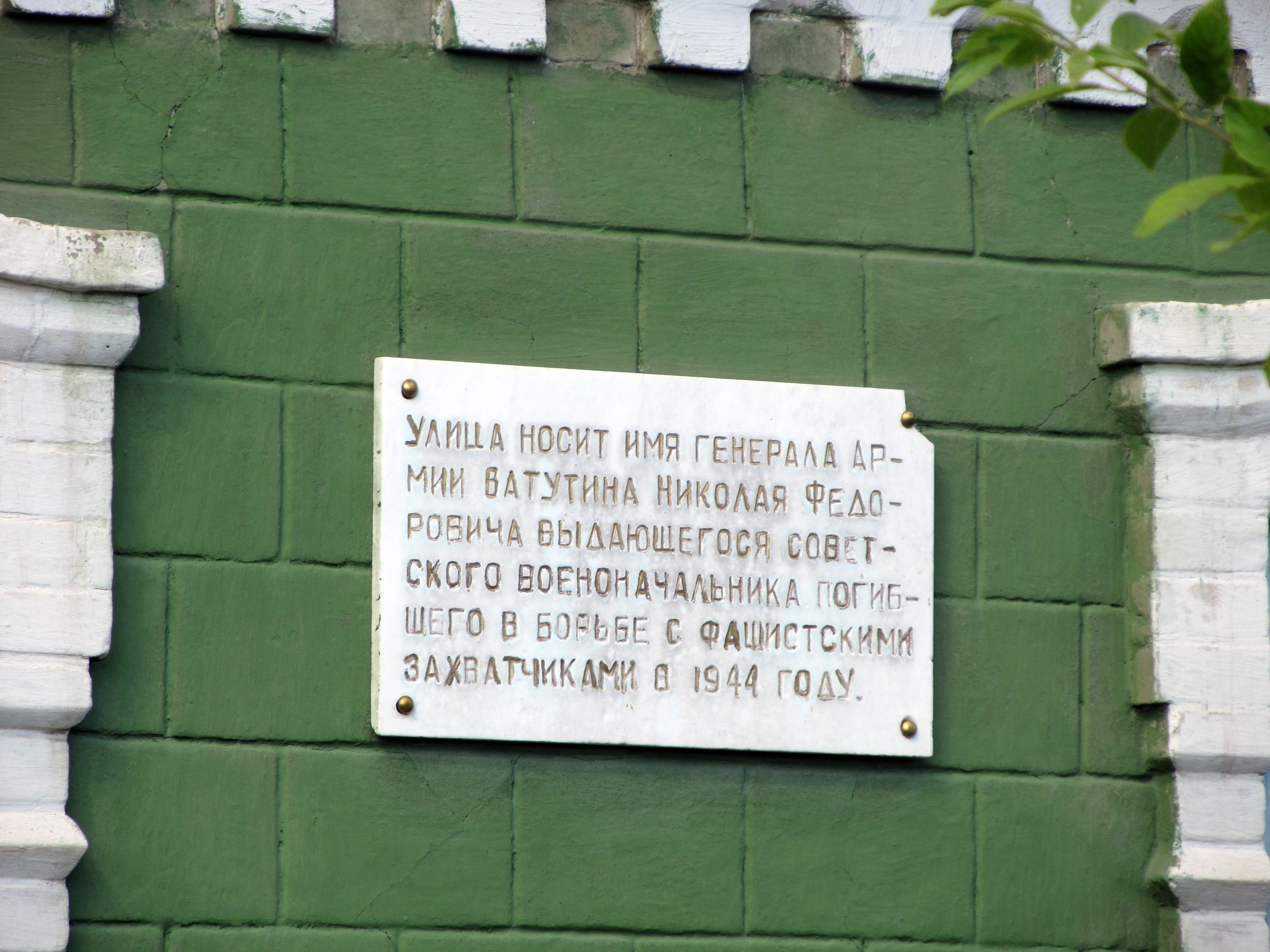
Vatunina Str., Melitopol, Zaporizhia Oblast, Ukraine 03
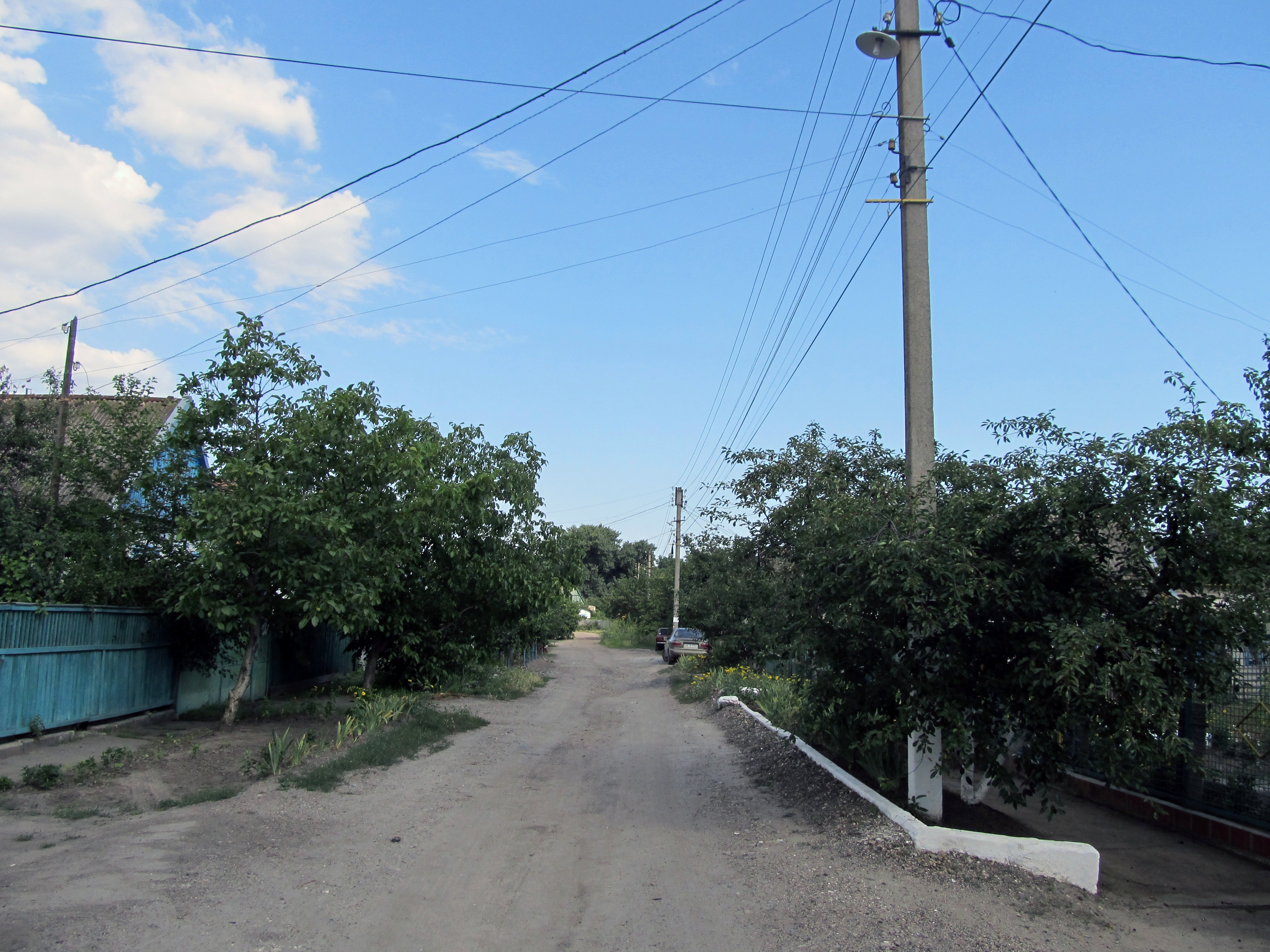
Vatunina Str., Melitopol, Zaporizhia Oblast, Ukraine 04
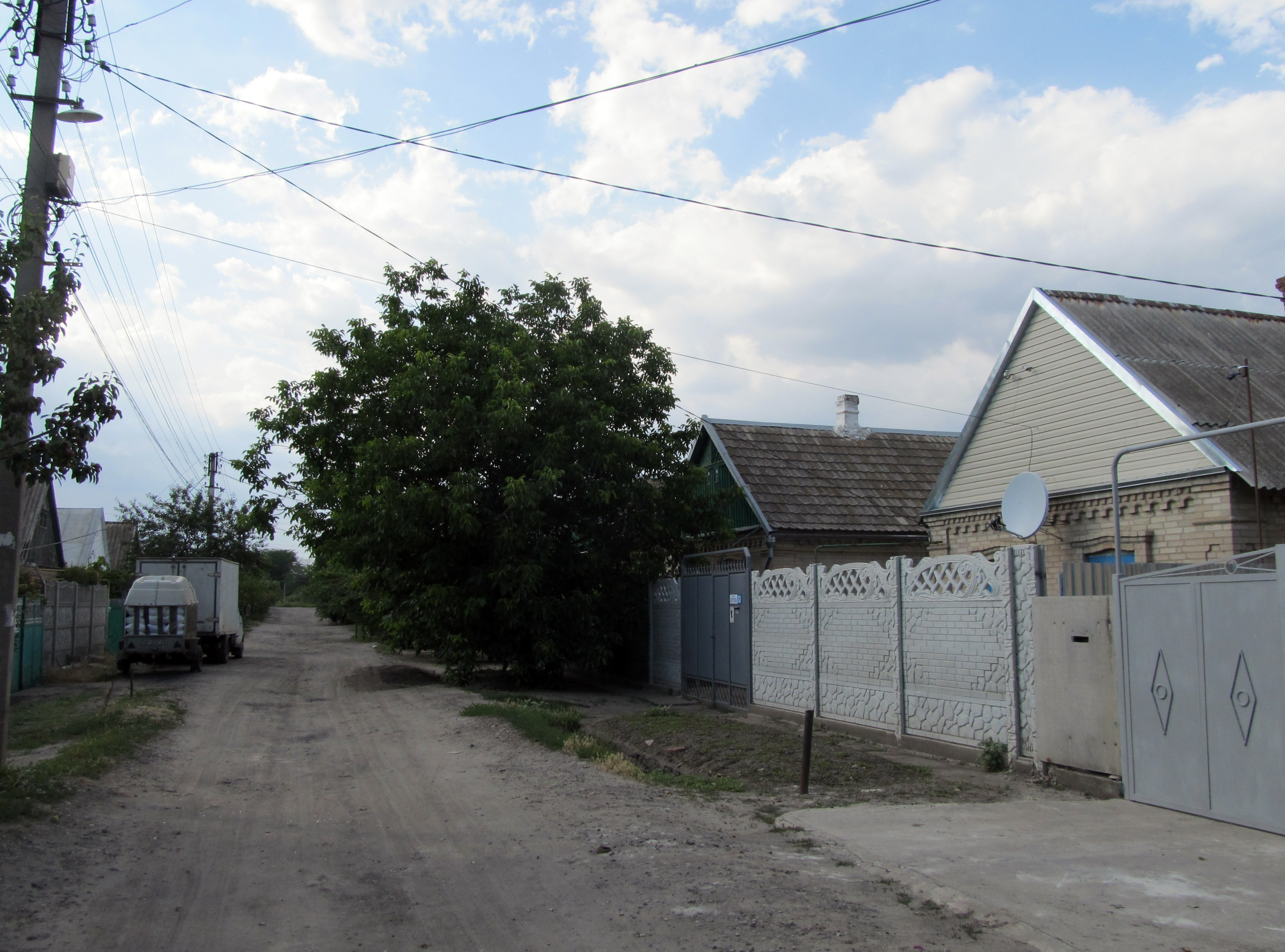
Vatunina Str., Melitopol, Zaporizhia Oblast, Ukraine 05
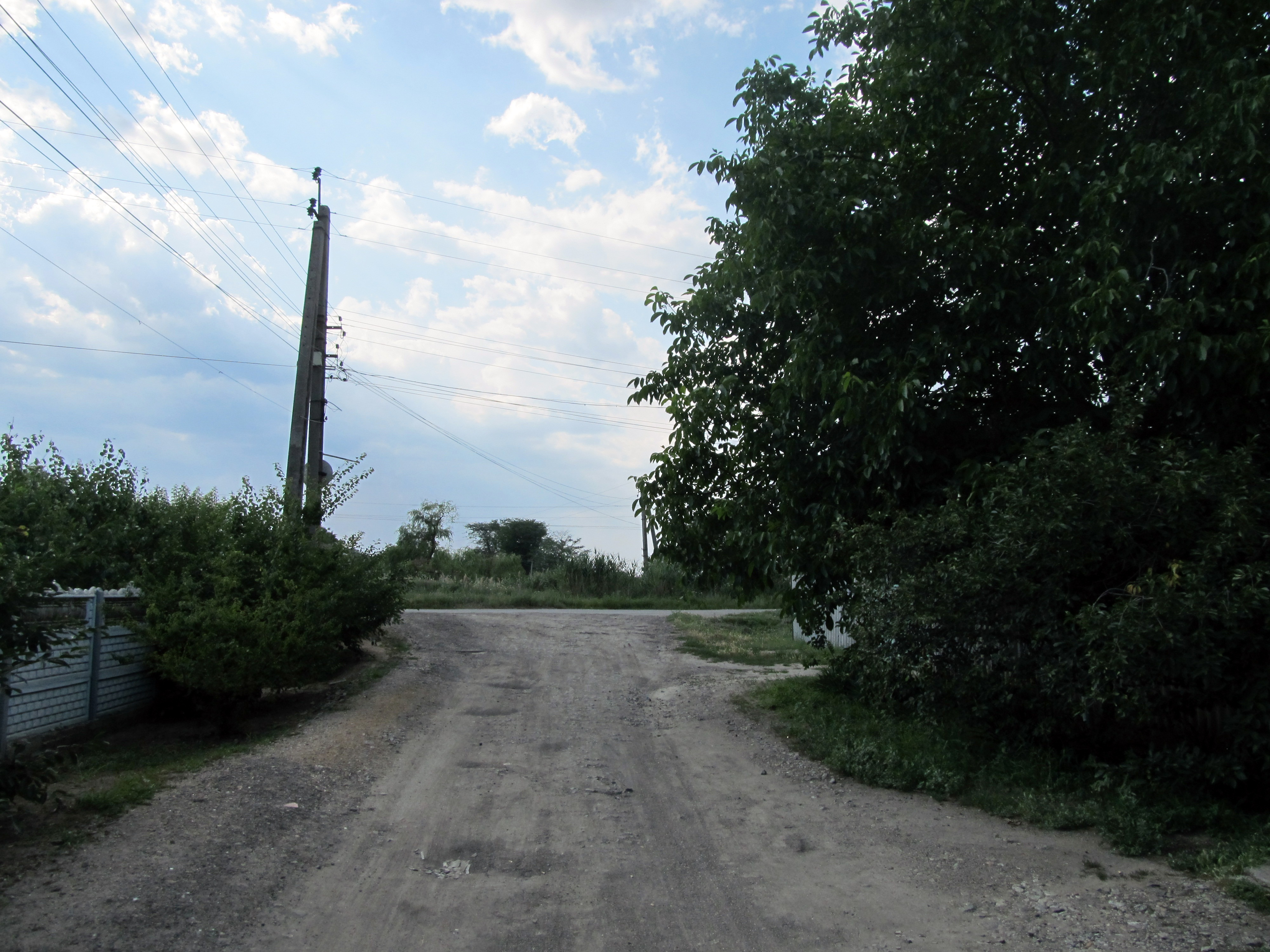
Vatunina Str., Melitopol, Zaporizhia Oblast, Ukraine 06
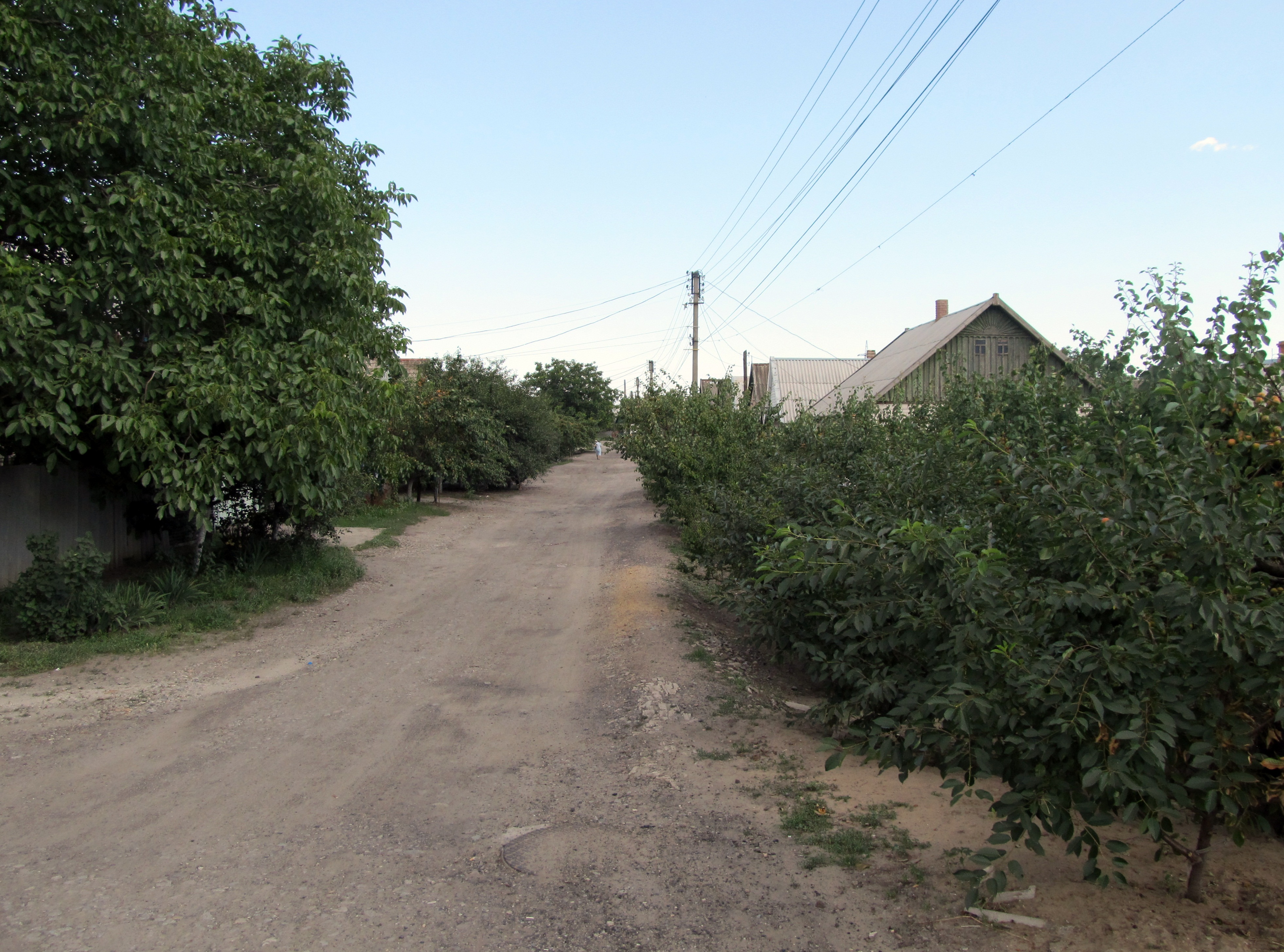
Vatunina Str., Melitopol, Zaporizhia Oblast, Ukraine 07
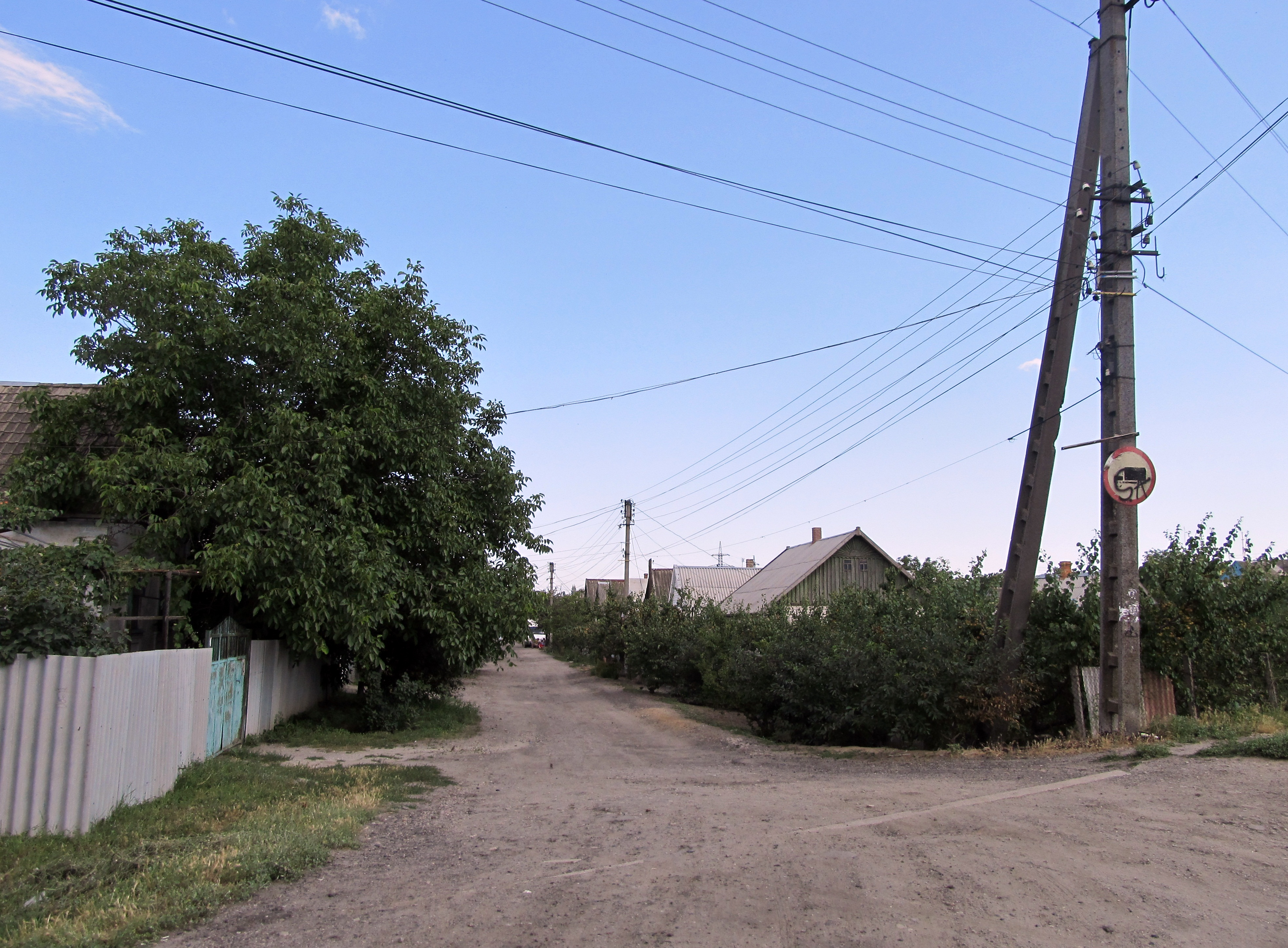
Vatunina Str., Melitopol, Zaporizhia Oblast, Ukraine 08
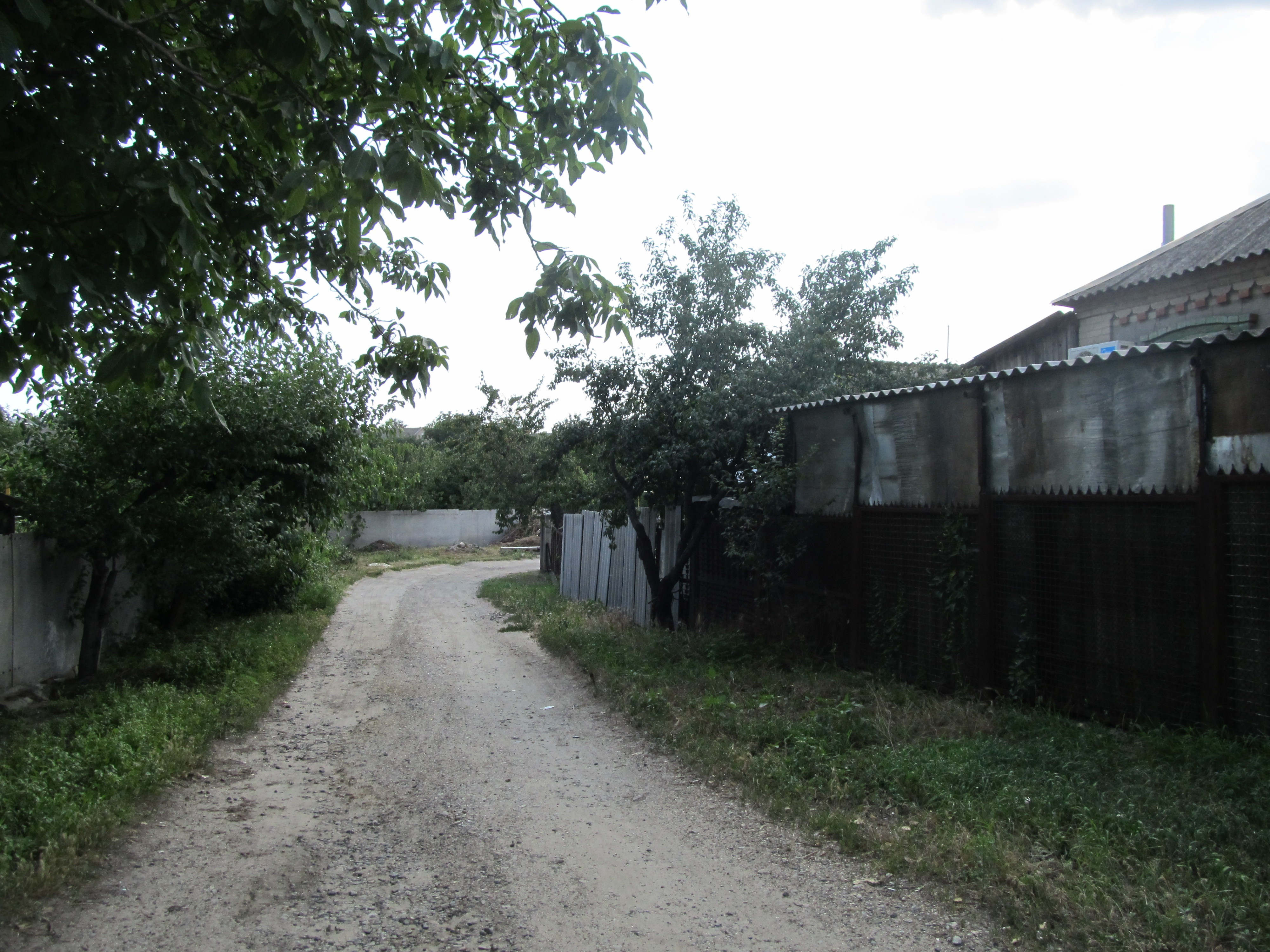
Vatunina Str., Melitopol, Zaporizhia Oblast, Ukraine 09